# Slovenská železničná dopravná spoločnosť
Slovenská železničná dopravná spoločnosť a.s. (VKM: SŽDS) je slovenský soukromý železniční dopravce, který se zabývá nákladní dopravou. Společnost sídlí v Bratislavě a je dceřinou společností spediční firmy Investex Group.

## Historie
Firma vznikla 30. dubna 2003 (den zápisu do obchodního rejstříku). Svůj první vlak firma odvezla 1. srpna 2004 v trase Čadca - Kozárovce. Na počátku se firma zabývala především přepravami štěrku. Později firma začala provozovat i mezinárodní vlaky ve spolupráci se zahraničními dopravci, např. přepravu anilinu mezi závody firmy BorsodChem v Česku a Maďarsku. V letech 2007 a 2008 se společnost podílela v úseku Horní Lideč - Čop na dopravě ucelených vlaků s autodíly ze společnosti Škoda Auto Mladá Boleslav na Ukrajinu.

## Lokomotivy
Zpočátku firma používala lokomotivy řady 742 pronajaté od podniku Technická ochrana a obnova železníc. Později se začal park vozidel této firmy rozšiřovat také o starší elektrické lokomotivy, např. 121.004 v roce 2006 nebo 140.076 v roce 2007.
Tyto stroje jsou od roku 2008 doplněny elektrickými lokomotivami 140.042 a 140.062 pronajatými od českého dopravce ODOS.